# Trathala gracilipes
Trathala gracilipes là một loài tò vò trong họ Ichneumonidae.